# Wąwolnica
Wąwolnica è un comune rurale polacco del distretto di Puławy, nel voivodato di Lublino.
Ricopre una superficie di 62,15 km² e nel 2004 contava 4 998 abitanti.